# TRAM1
TRAM1 (англ. Translocation associated membrane protein 1) – білок, який кодується однойменним геном, розташованим у людей на 8-й хромосомі. Довжина поліпептидного ланцюга білка становить 374 амінокислот, а молекулярна маса — 43 072.
| 10         |  | 20         |  | 30         |  | 40         |  | 50         |
| ---------- |  | ---------- |  | ---------- |  | ---------- |  | ---------- |
| MAIRKKSTKS |  | PPVLSHEFVL |  | QNHADIVSCV |  | AMVFLLGLMF |  | EITAKASIIF |
| VTLQYNVTLP |  | ATEEQATESV |  | SLYYYGIKDL |  | ATVFFYMLVA |  | IIIHAVIQEY |
| MLDKINRRMH |  | FSKTKHSKFN |  | ESGQLSAFYL |  | FACVWGTFIL |  | ISENYISDPT |
| ILWRAYPHNL |  | MTFQMKFFYI |  | SQLAYWLHAF |  | PELYFQKTKK |  | EDIPRQLVYI |
| GLYLFHIAGA |  | YLLNLNHLGL |  | VLLVLHYFVE |  | FLFHISRLFY |  | FSNEKYQKGF |
| SLWAVLFVLG |  | RLLTLILSVL |  | TVGFGLARAE |  | NQKLDFSTGN |  | FNVLAVRIAV |
| LASICVTQAF |  | MMWKFINFQL |  | RRWREHSAFQ |  | APAVKKKPTV |  | TKGRSSKKGT |
| ENGVNGTLTS |  | NVADSPRNKK |  | EKSS       |  |            |  |            |

A: Аланін

C: Цистеїн

D: Аспарагінова кислота

E: Глутамінова кислота

F: Фенілаланін

G: Гліцин

H: Гістидин

I: Ізолейцин

K: Лізин

L: Лейцин

M: Метіонін

N: Аспарагін

P: Пролін

Q: Глутамін

R: Аргінін

S: Серин

T: Треонін

V: Валін

W: Триптофан

Кодований геном білок за функцією належить до фосфопротеїнів. 
Задіяний у таких біологічних процесах, як взаємодія хазяїн-вірус, транспорт, транспорт білків, транслокація, альтернативний сплайсинг. 
Локалізований у мембрані, ендоплазматичному ретикулумі.